# Gouvernorat de la Mer-Rouge
Le gouvernorat de la mer Rouge (arabe : البحر الأحمر) est un gouvernorat de l'Égypte. Il se situe dans le sud-est du pays. Sa capitale est Hurghada.

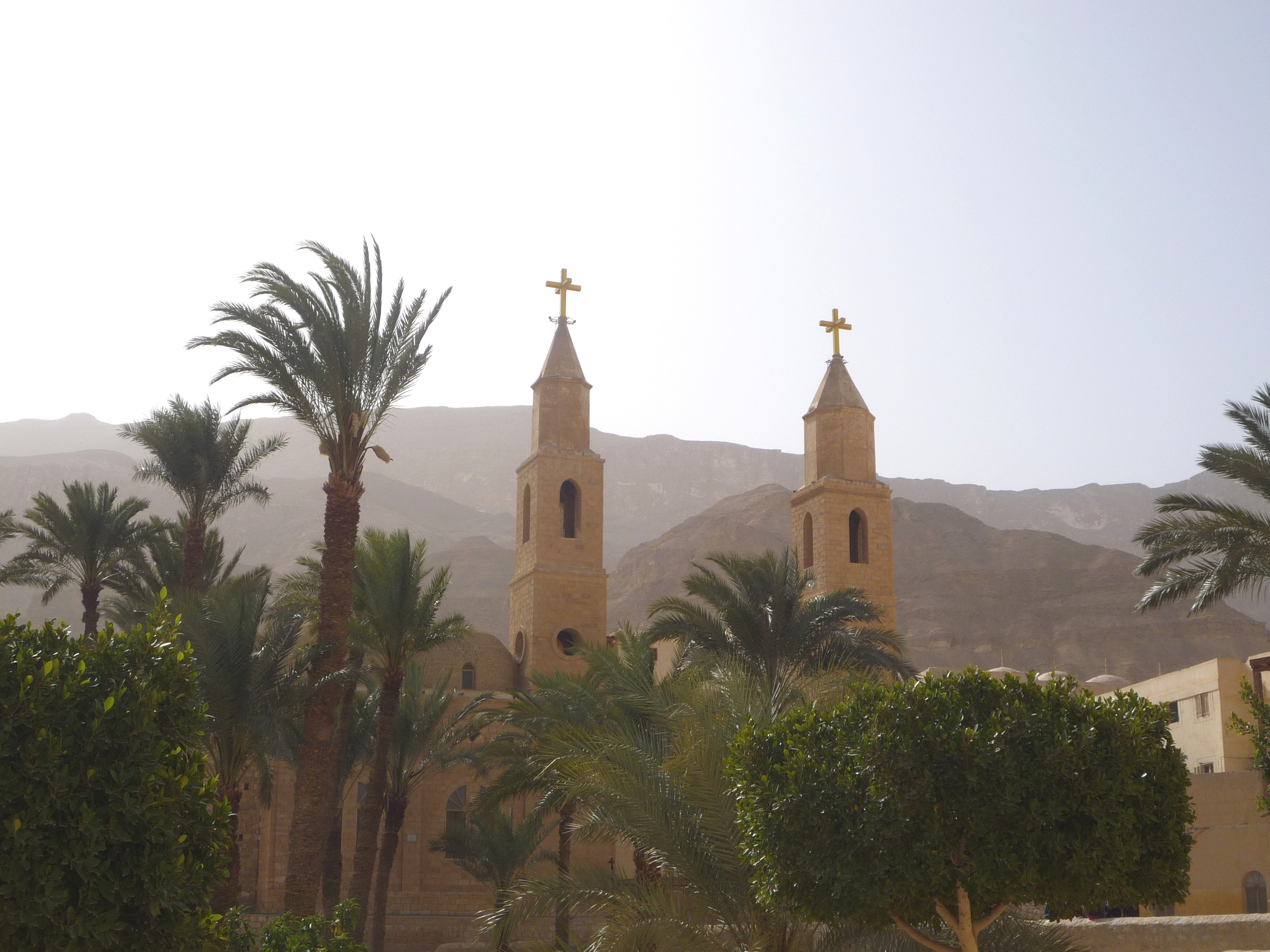
Monastère d'Anba Antonios